# Goldener Bär (Leipzig)

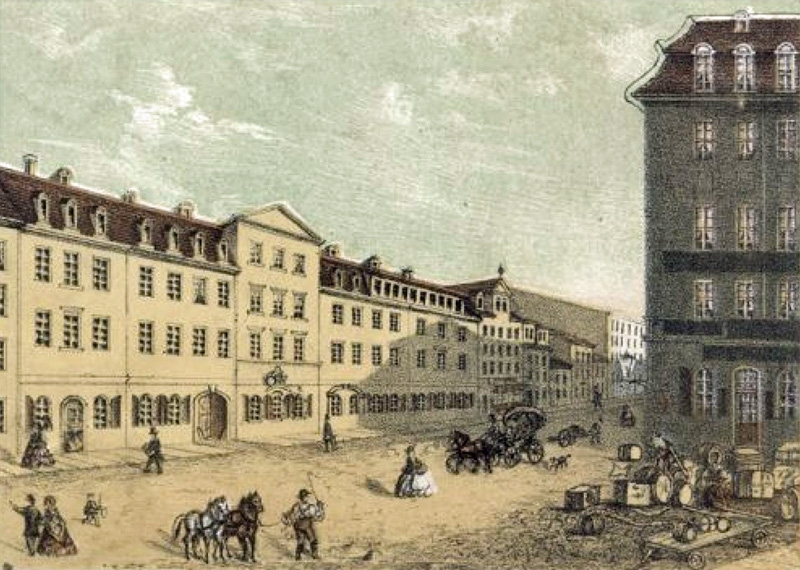
Der Goldene Bär um 1850, rechts der Silberne Bär

Der Goldene Bär war ein historisches Gebäude in der Leipziger Innenstadt. Aus einem Gasthof hervorgegangen, war es 135 Jahre Verlagshaus, bis es 1866 die Universität Leipzig übernahm. Es wurde im  Zweiten Weltkrieg zerstört.

## Lage und Gestalt
Der Goldene Bär befand sich mit der Hausnummer 11 auf der Ostseite der Universitätsstraße, die bis 1839 Alter Neumarkt hieß, gegenüber der Einmündung der Kupfergasse. Nach Norden grenzte er an das Beguinenhaus und nach Süden an das sogenannte Neue Chemische Laboratorium.
Das Gebäude war ein relativ schlichter dreistöckiger Barockbau mit 17 Fensterachsen zur Universitätsstraße. Ein um ein Stockwerk höherer Mittelrisalit mit drei Fensterachsen gliederte die Fassade. Im Dachbereich waren zwei Mansardenetagen eingefügt. Im Erdgeschoss gab es Ladengeschäfte. Der Gebäudezugang, eine Toreinfahrt, befand sich asymmetrisch links neben dem Mittelrisaliten, an dem als Hauszeichen ein Bär angebracht war.

## Geschichte

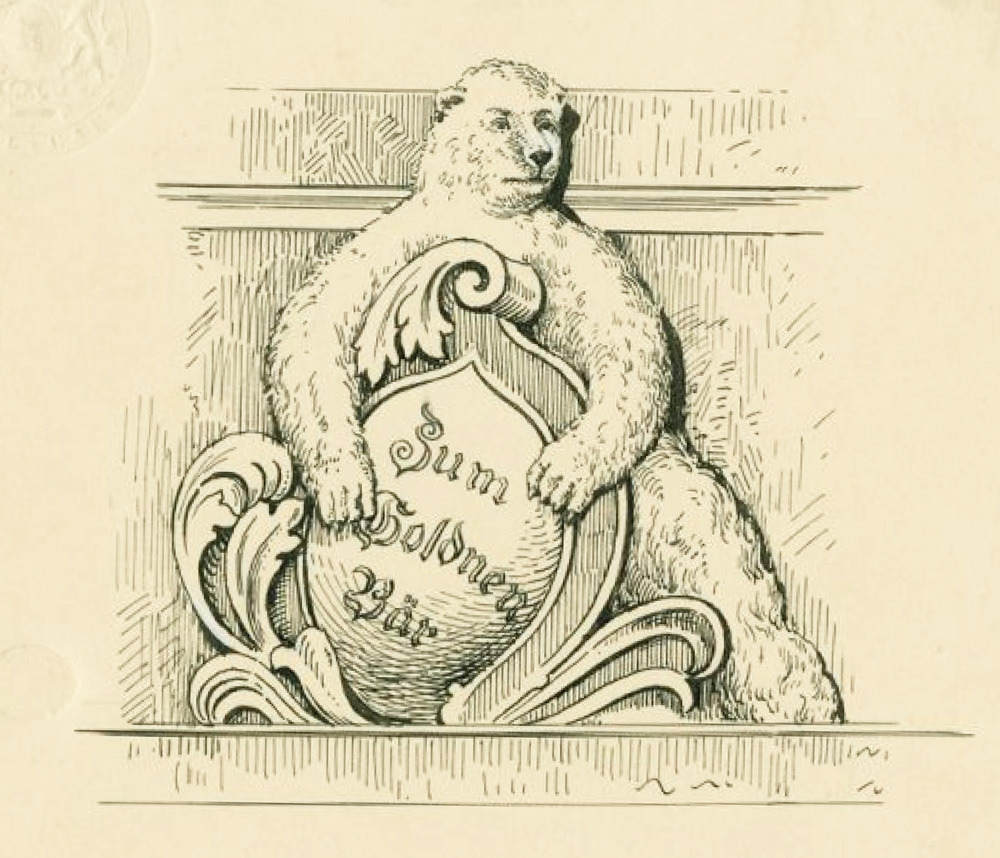
Das Hauszeichen

Seit 1521 befand sich ein der Familie Braun gehörender Ausspannhof auf dem Grundstück. Auch unter späteren Besitzern blieb es Braunens Gasthof, bis unter einem Besitzer Christian Bär (auch  Beer oder Beehr) der Name Braunen Beehrs Gasthof auftauchte, also noch kein „tierischer“ Bär. Schließlich wurde aber 1660 daraus Zum braunen Bär und nach einer Vergoldung des Gasthofschilds lautete 1676 der Name Zum güldenen Bär.
Zu Beginn des 18. Jahrhunderts verfiel der Gasthof. 1732 erwarb der Verleger Bernhard Christoph Breitkopf das Anwesen. Er ließ  1735 bis 1738 darauf vom Leipziger Baumeister George Werner das oben beschriebene Gebäude errichten, bis auf das Mansardengeschoss, das erst 1799 hinzukam. Im Hintergebäude richtete er eine Druckerei ein. Den Hausnamen Goldner Bär behielt er bei, und der später zu Breitkopf & Härtel erweiterte Verlag führt noch heute den Bären im Firmensignet.
Johann Christoph Gottsched wohnte bis zu seinem Tode im Goldenen Bären. Goethe war mit der Breitkopfschen Familie bekannt und mit den Enkeln des Hauses als Studiengenossen befreundet. Im zweiten Teil von Dichtung und Wahrheit schreibt er dazu:
„Eine sehr angenehme und für mich heilsame Verbindung, zu der ich gelangte, war die mit dem Breitkopfischen Hause. Bernhard Christoph Breitkopf, der eigentliche Stifter der Familie, der als ein armer Buchdruckergesell nach Leipzig gekommen war, lebte noch und bewohnte den »Goldenen Bären«, ein ansehnliches Gebäude auf dem Neuen Neumarkt, mit Gottsched als Hausgenossen.“
und an anderer Stelle
„Er (Gottsched) wohnte sehr anständig in dem ersten Stock des »Goldenen Bären«, wo ihm der ältere Breitkopf, wegen des großen Vorteils, den die Gottschedischen Schriften, Übersetzungen und sonstigen Assistenzen der Handlung gebracht, eine lebenslängliche Wohnung zugesagt hatte.“
Während Goethes Leipziger Zeit errichtete Johann Gottlob Immanuel Breitkopf, Sohn des Bernhard Christoph, dem Goldenen Bären gegenüber das Haus „Zum Silbernen Bären.“

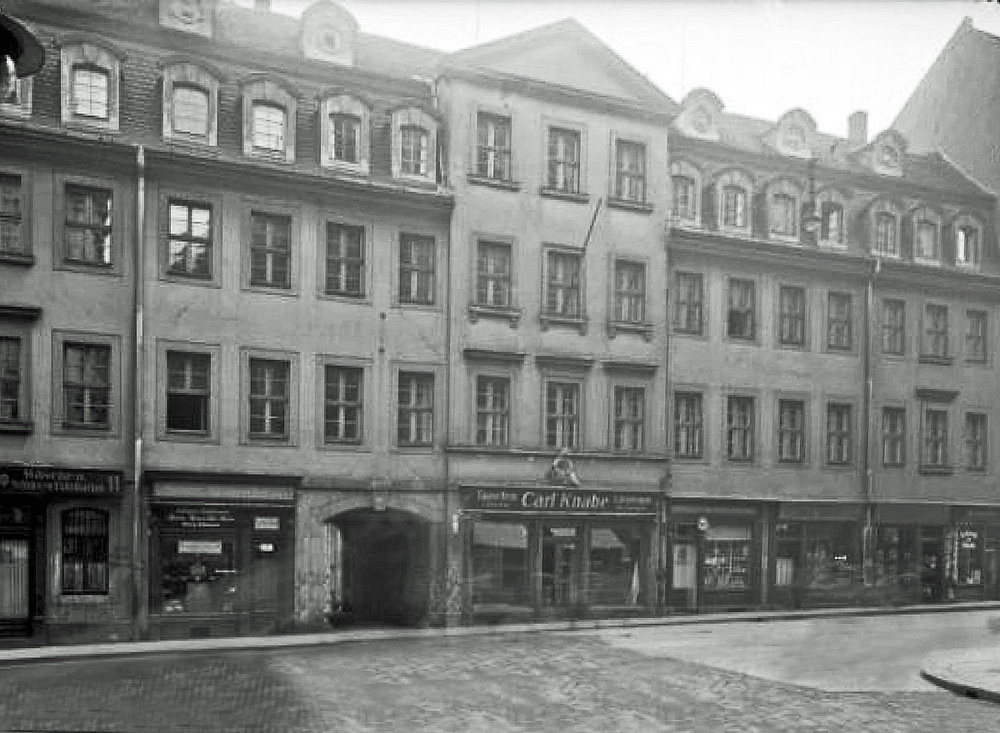
Der Goldene Bär um 1925

1867 zog der Verlag vom „Goldenen Bären“ in das noch heute von der Breitkopf & Härtel/Deutscher Verlag für Musik GmbH genutzte Gebäude in der Nürnberger Straße um. Die Universität Leipzig hatte das Gebäude bereits 1866 gekauft und nutzte es unter anderem für das Landwirtschaftlich-Physiologische Institut und das Agricultur-Chemische Laboratorium.
1908/1909 wurden Umbauten im Sinne der Wiederherstellung der alten Raumaufteilung und der Restaurierung der historischen Treppenanlage vorgenommen. Der Historiker Karl Lamprecht belegte ab 1909 mit dem von ihm gegründeten Institut für Kultur- und Universalgeschichte das erste und zweite Obergeschoss des Goldenen Bären. Im Dachgeschoss waren Seminare für Landes- und Siedlungsgeschichte untergebracht.
Am 4. Dezember 1943 fiel der Goldene Bär einem Bombenangriff zum Opfer. Nach längerer Nutzung des Geländes als Parkplatz wird heute ein Großteil von der Mensa am Park eingenommen.